# دنبینکا (استان وارمی-ماسوری)
دنبینکا (به لهستانی:  Dębinka) یک روستا در لهستان است که در گمینا میوومون واقع شده‌است.